# Austroazijski narodi
Austroazijski narodi, ili narodi južne Azije, velika je etnolingvistička porodica jugoistočne Azije i Indijskog potkontinenta koja se grana na dvije glavne grane, to su: A) Munda (22 jezika) u Indiji i B) Mon-Khmer (147 jezika). Narodi i jezici (ukupno 169) tih naroda naseljeni su u Indiji, Vijetnamu, Kambodži, Tajlandu i Mianmaru ili Burmi i Nikobarima.
Za narode koji se služe jezicima ove velike porodice nije poznato odakle su se i kada nastanili u ovom dijelu svijeta. Postoji mišljenje da su prije nekih 2000 ili 2500 godina prije Krista doselili iz južne ili jugoistočne Kine, migrirajući južno prema indokineskom poluotoku i zapadno u Indiju. Invazije koje su uslijedile od strane ljudi koji su govorili drugim jezicima dovele su do raspada ovih jezika na nekoliko lokalnih skupina. Isključujući narode Mon, Khmere i Vijetnamce svi ostali danas žive u malenim plemenskim zajednicama. Munda jezici bili su pod utjecajem indoarijskih jezika a mon-khmerski pod kineskim što je dovelo da su se ove dvije grane razvile u dva pravca. 

## Vanjske poveznice
- Austro-Asiatic Language Family  Arhivirana inačica izvorne stranice od 17. svibnja 2008. (Wayback Machine)
- Language Family Trees: Austro-Asiatic